# Lista de filósofos da Grécia Antiga
Esta lista de filósofos da Grécia Antiga contém filósofos que estudaram na Grécia Antiga ou falavam grego. A filosofia da Grécia Antiga começou em Mileto com o filósofo pré-socrático Tales e durou até a Antiguidade Tardia. Alguns dos filósofos mais famosos e influentes de todos os tempos eram do mundo grego antigo, incluindo Sócrates, Platão e Aristóteles.
| Nome                            | Período                             | Escola                    | Notas |
| ------------------------------- | ----------------------------------- | ------------------------- | --- |
| Acrion                          | século V—IV a.C.                    | Pitagórica                | visitado por Platão |
| Adrasto de Afrodísias           | século II d.C.                      | Peripatética              | escreveu comentários sobre as obras de Aristóteles e um comentário sobre o Timeu de Platão                                   |
| Aécio de Antioquia              | século IV d.C.                      | Peripatética              | Antioquia se converteu ao cristianismo, que estudou em Alexandria                                                            |
| Agápio                          | século V—VI d.C.                    | Neoplatônica              | estudou com Marino de Neápolis, conhecido por seu aprendizado                                                                |
| Agatóbulo                       | século I—II d.C.                    | Cinismo                   | conhecido por seu ascetismo severo e professor de Demônax                                                                    |
| Agatóstenes                     |                                     |                           | |
| Agripa, o Cético                | século I—II d.C.                    | Pirronismo                | considerado o criador dos "cinco motivos de dúvida"                                                                          |
| Albino                          | século II d.C.                      | Médio platonismo          | |
| Alcibíades                      | 450-404 a.C.                        | Socrática                 | General e político ateniense                                                                                                 |
| Alcino                          | século II d.C.?                     | Médio platonismo          | |
| Alcmeão de Crotona              | século V a.C.                       | Pitagórica                | interessado em medicina |
| Alexameno de Teos               | século V a.C.?                      | Socrática                 | possivelmente o primeiro a escrever diálogos filosóficos                                                                     |
| Alexandre de Afrodísias         | século II—III d.C.                  | Peripatética              | comentarista influente do Corpus aristotelicum                                                                               |
| Alexandre de Ege                | século I d.C.                       | Peripatética              | foi tutor do imperador Nero                                                                                                  |
| Alexícrates                     | século I—II d.C.                    | Pitagórica                | |
| Alexino                         | século IV—III a.C.                  | Megárica                  | fundou sua própria escola, que não foi bem sucedida                                                                          |
| Amélio                          | século III d.C.                     | Neoplatônica              | aluno de Plotino, que fez diversos escritos                                                                                  |
| Amônio de Atenas                | século I d.C.                       | Médio platonismo          | professor de Plutarco |
| Amônio de Hérmias               | século V—VI d.C.                    | Neoplatônica              | |
| Amônio Sacas                    | século II—III d.C.                  | Neoplatônica              | professor de Plotino |
| Anaxágoras                      | século V a.C.                       | Pluralista                | |
| Anaxarco                        | século IV a.C.                      | Atomística                | |
| Anaxilau                        | século I a.C. — século I d.C.       | Pitagórica                | |
| Anaximandro                     | século VII—VI a.C.                  | Milésia                   | |
| Anaxímenes de Mileto            | século VI a.C.                      | Milésia                   | |
| Andrócides                      | século II a.C.?                     | Pitagórica                | |
| Andrônico de Rodes              | século I a.C.                       | Peripatética              | |
| Aniceres                        | século IV—III a.C.                  | Cirenaica                 | |
| Antíoco de Ascalão              | século II—I a.C.                    | Médio platonismo          | |
| Antípatro de Cirene             | século IV a.C.                      | Cirenaica                 | |
| Antípatro de Tarso              | século II a.C.                      | Estoica                   | |
| Antípatro de Tiro               | século I a.C.                       | Estoica                   | |
| Antístenes                      | século V—IV a.C.                    | Cinismo                   | |
| Antonino                        | século IV d.C.                      | Neoplatônica              | |
| Apolodoro de Atenas             | século II a.C.                      | Estoica                   | |
| Apolodoro de Selêucia           | século II a.C.                      | Estoica                   | |
| Apolodoro, o Epicurista         | século II a.C.                      | Epicurista                | |
| Apolônio Crono                  | século IV a.C.                      | Megárica                  | |
| Apolônio de Tiana               | século I d.C.                       | Neopitagórica             | |
| Apolônio de Tiro                | século I a.C.                       | Estoica                   | |
| Arcesilau                       | século IV—III a.C.                  | Cética acadêmica          | |
| Areta de Cirene                 | século IV a.C.                      | Cirenaica                 | |
| Arignote                        | século VI—V a.C.                    | Pitagórica                | |
| Ário Dídimo                     | século I a.C.                       | Estoica                   | |
| Aríston de Alexandria           | século II—I a.C.                    | Peripatética              | |
| Aríston de Ceos                 | século III—II a.C.                  | Peripatética              | |
| Aríston de Quio                 | século IV—III a.C.                  | Estoica                   | |
| Aristarco de Samos              | século IV—III a.C.                  | Cética acadêmica          | apresentou o primeiro modelo conhecido que colocava o Sol no centro do universo conhecido com a Terra girando em torno dele. |
| Aristipo                        | século V—IV a.C.                    | Cirenaica                 | |
| Aristipo, o Jovem               | século IV a.C.                      | Cirenaica                 | |
| Temistocleia                    | fl. século VI a.C.                  |                           | |
| Arístocles de Messene           | século I d.C.?                      | Peripatética              | |
| Aristocreon                     | século III—II a.C.                  | Estoica                   | |
| Aristóteles                     | século IV a.C.                      | Peripatética              | fundador da escola peripatética; aluno de Platão                                                                             |
| Aristóteles de Cirene           | século IV—III a.C.                  | Cirenaica                 | |
| Aristóteles de Mitilene         | século II d.C.                      | Peripatética              | |
| Aristóxenes                     | século IV a.C.                      | Peripatética              | |
| Arquedemo de Tarso              | século II a.C.                      | Estoica                   | |
| Arquelau                        | século V a.C.                       | Pluralista                | |
| Arquitas                        | século V—IV a.C.                    | Pitagórica                | |
| Asclepíades de Flio             | século IV—III a.C.                  | Eretriática               | |
| Asclepíades, o Cínico           | século IV d.C.                      | Cirenaica                 | |
| Asclepigênia                    | século V—VI d.C.                    | Neoplatônica              | |
| Asclepiodoto                    | século I a.C.                       |                           | |
| Asclepiodoto de Alexandria      | século V d.C.                       | Neoplatônica              | |
| Aspásio                         | século II d.C.                      | Peripatética              | |
| Ateneu de Selêucia              | século I a.C.                       | Peripatética              | |
| Atenodoro Cananites             | século I a.C.                       | Estoica                   | |
| Atenodoro Cordílion             | século II—I a.C.                    | Estoica                   | |
| Atenodoro de Soles              | século III a.C.                     | Estoica                   | |
| Átalo                           | século I a.C. / século I d.C.       | Estoica                   | |
| Ático                           | século II d.C.                      | Médio platonismo          | |
| Basilides (estoico)             | século II a.C.                      | Estoica                   | negou a existência de entidades incorpóreas                                                                                  |
| Basilides, o Epicurista         | século III—II a.C.                  | Epicurista                | sucedeu Dionísio de Lamptrai como chefe da escola epicurista em Atenas                                                       |
| Bátis de Lâmpsaco               | século III a.C.                     | Epicurista                | |
| Bion de Boristene               | século IV—III a.C.                  | Cinismo                   | escravo que foi posteriormente libertado                                                                                     |
| Boeto de Sídon                  | século I a.C.                       | Peripatética              | |
| Boeto de Sídon (estoico)        | século II a.C.                      | Estoica                   | |
| Bolo de Mendes                  | fl. século III a.C.                 | Pitagórica                | |
| Brison de Acaia                 | fl. 330 a.C.                        | Megárica                  | |
| Brontino                        | fl. século VI a.C.                  | Pitagórica                | |
| Cálicles                        | século V a.C.                       | Sofística?                | |
| Califonte                       | século II a.C.                      | Peripatética              | |
| Califonte de Crotone            | século VI a.C.                      | Pitagórica                | |
| Calistrato                      | fl. século III d.C.                 | Sofística                 | |
| Camaleão                        | 350-275 a.C.                        | Peripatética              | |
| Carnéades                       | c. 214 a.C. – 129/8 a.C.            | Cética acadêmica          | |
| Carneisco                       | c. 300 a.C.                         | Epicurista                | |
| Cássio Longino                  | c. 213–273                          | Médio platonismo          | |
| Cebes                           | c. 430–350 a.C.                     | Pitagórica                | |
| Celso                           | século II                           |                           | |
| Cercidas                        | século III a.C.                     | Cinismo                   | |
| Cércope                         |                                     | Pitagórica                | |
| Charmadas                       | 164 a.C. - c. 95 a.C.               | Cética acadêmica          | |
| Cleantes                        | 330-230 a.C.                        | Estoica                   | |
| Clearco de Soles                | 4th-século III a.C. (fl. 320 a.C.)  | Peripatética              | |
| Cleômedes                       |                                     | Estoica                   | |
| Cleômenes                       |                                     | Cinismo                   | |
| Clínias de Tarento              | século IV a.C.                      | Pitagórica                | |
| Clinômaco                       | século IV a.C.                      | Megárica                  | |
| Clitômaco                       | 187 a.C. - 109 a.C.                 | Cética acadêmica          | |
| Colotes                         | 320-268 a.C.                        | Epicurista                | |
| Crantor                         | nascido em c. 350 a.C.              | Acadêmica                 | |
| Crates de Atenas                | morto entre 268-265 a.C.            | Acadêmica                 | |
| Crates de Malo                  | fl. século II a.C.                  | Estoica                   | |
| Crates de Tebas                 |                                     | Cinismo                   | |
| Crátilo                         |                                     | Efésica                   | |
| Crátipo de Pérgamo              |                                     | Peripatética              | |
| Crescêncio, o Cínico            |                                     | Cinismo                   | |
| Crinis                          |                                     | Estoica                   | |
| Crisipo                         | 279-206 a.C.                        | Estoica                   | |
| Crisâncio                       | fl. século IV                       | Neoplatônica              | |
| Critolau                        |                                     | Peripatética              | |
| Crônio                          | fl. século II d.C.                  | Neopitagórica             | |
| Damáscio                        | nascido em c. 458, morto após 538   | Neoplatônica              | |
| Damis                           | século I—II d.C.                    | Neopitagórica             | |
| Damo                            | século V a.C.                       | Pitagórica                | supostamente a filha de Pitágoras e Teano                                                                                    |
| Dárdano de Atenas               | 160-85 a.C.                         | Estoica                   | um dos vários líderes de Estoa após a morte de Panécio                                                                       |
| Demétrio da Lacônia             | fl. final do século II a.C.         | Epicurista                | |
| Demétrio de Anfipolis           | fl. século IV a.C.                  | Acadêmica                 | |
| Demétrio Falereu                |                                     | Peripatética              | |
| Demétrio, o Cínico              |                                     | Cinismo                   | |
| Demócrates                      |                                     | Pitagórica?               | |
| Demócrito                       |                                     | Pré-socrática, Atomística | |
| Demônax                         |                                     | Cinismo                   | |
| Déxipo                          | fl. 350                             | Neoplatônica              | |
| Diágoras de Melos               |                                     | Sofística                 | |
| Dião Crisóstomo                 |                                     | Sofística                 | |
| Dicearco                        |                                     | Peripatética              | |
| Dio de Alexandria               | fl. século I a.C.                   | Cética acadêmica          | |
| Diocles de Cnido                | fl. século III ou II a.C.?          | Acadêmica                 | |
| Diodoro Crono                   |                                     | Megárica                  | |
| Diodoro de Adramício            | fl. século I a.C.                   | Cética acadêmica          | |
| Diodoro de Aspendo              |                                     | Pitagórica                | |
| Diodoro de Tiro                 |                                     | Peripatética              | |
| Diódoto                         |                                     | Estoica                   | |
| Diógenes de Apolônia            |                                     | Pré-socrática             | |
| Diógenes da Babilônia           |                                     | Estoica                   | |
| Diógenes de Enoanda             |                                     | Epicurista                | |
| Diógenes de Selêucia            |                                     | Epicurista                | |
| Diógenes de Sinope              |                                     | Cinismo                   | |
| Diógenes de Tarso               |                                     | Epicurista                | |
| Dionísio da Calcedônia          |                                     | Megárica                  | |
| Dionísio de Cirene              |                                     | Estoica                   | |
| Dionísio de Lamptras            |                                     | Epicurista                | |
| Dionísio, o Renegado            |                                     | Estoica                   | |
| Diotima de Mantineia            |                                     |                           | |
| Diótimo                         |                                     | Estoica                   | |
| Dominino de Lárissa             | c. 420 - c. 480                     | Neoplatônica              | |
| Ecfanto                         |                                     | Pitagórica                | |
| Edésia                          | século V                            | Neoplatônica              | esposa de Hérmias, e mãe de Amônio e Heliodoro                                                                               |
| Edésio                          | século III—IV                       | Neoplatônica              | estudou com Jâmblico antes de fundar sua própria escola em Pérgamo                                                           |
| Empédocles                      |                                     | Pré-socrática, Pluralista | |
| Enéas de Gaza                   | século V—VI                         | Neoplatônica              | um cristão convertido que estudou com Hiérocles                                                                              |
| Enesidemo                       | século I a.C.?                      | Pirronismo                | escreveu um livro chamado Discursos Pirrônicos, que se tornou um texto central para os céticos                               |
| Enomau de Gadara                |                                     | Cinismo                   | |
| Epicarmo de Cós                 |                                     | Pitagórica                | |
| Epicuro                         |                                     | Epicurista                | disse que o propósito da filosofia era alcançar a tranquilidade caracterizada pela ataraxia                                  |
| Epiteto                         |                                     | Estoica                   | escreveu O Enquirídio, um manual de conselhos éticos estoicos                                                                |
| Equécrates                      |                                     | Pitagórica                | |
| Esara                           | século V—IV a.C.                    | Pitagórica                | |
| Esfero                          |                                     | Estoica                   | |
| Espeusipo                       | c. 407 a.C. – 339 a.C.              | Acadêmica                 | |
| Ésquines de Esfeto              | século V—IV a.C.                    | Socrática                 | parte do círculo de Sócrates e provavelmente esteve presente em sua morte                                                    |
| Ésquines de Neápolis            | século II—I a.C.                    | Cética acadêmica          | |
| Estilpo                         |                                     | Megárica                  | |
| Estratão de Lâmpsaco            |                                     | Peripatética              | |
| Eubulides                       |                                     | Megárica                  | |
| Euclides de Mégara              |                                     | Megárica                  | |
| Eudemo de Rodes                 |                                     | Peripatética              | |
| Eudoro de Alexandria            |                                     | Peripatética              | |
| Eudoxo de Cnido                 | 410/408 a.C. – 355/347 a.C.         | Acadêmica                 | |
| Eueno                           |                                     | Sofística                 | |
| Eufanto                         |                                     | Megárica                  | |
| Eufrates                        |                                     | Estoica                   | |
| Eufreu                          |                                     |                           | |
| Eurito                          |                                     | Pitagórica                | |
| Eusébio de Mindo                | fl. século IV                       | Neoplatônica              | |
| Eustácio da Capadócia           | c. 400                              | Neoplatônica              | |
| Evandro                         | fl. c. 215 - c. 205                 | Cética acadêmica          | |
| Fânias de Ereso                 |                                     | Peripatética              | |
| Fantão de Fliunte               |                                     | Pitagórica                | |
| Favorino                        |                                     | Cética acadêmica          | |
| Fédon de Élis                   |                                     | Escola de Erétria         | Fundou originalmente a Escola de Elis; posteriormente, foi transferido para Erétria por seu aluno Menedemo.                  |
| Fedro                           |                                     | Epicurista                | |
| Filão de Lárissa                | 159/158 a.C. – 84/83 a.C.           | Cética acadêmica          | |
| Filão, o Dialético              |                                     | Megárica                  | |
| Filipe de Opunte                | fl. século IV a.C.                  | Acadêmica                 | |
| Filisco de Égina                |                                     | Cinismo                   | |
| Filisco de Tessalia             |                                     | Sofística                 | |
| Filodemo                        |                                     | Epicurista                | |
| Filolau                         |                                     | Pitagórica                | |
| Fílon                           | 20 a.C. - 50 d.C.                   | Médio platonismo          | |
| Filônides de Laodiceia          |                                     | Epicurista                | |
| Filóstrato                      |                                     | Sofística                 | |
| Fíntis                          |                                     | Pitagórica                | |
| Gaio, o Platônico               | fl. século II                       | Médio platonismo          | |
| Gêmino                          |                                     | Estoica                   | |
| Górgias                         |                                     | Sofística                 | |
| Hagnão de Tarso                 | fl. século II a.C.                  | Cética acadêmica          | |
| Hecateu de Abdera               |                                     | Pirronismo                | |
| Hecato de Rodes                 |                                     | Estoica                   | |
| Hegesias de Cirene              |                                     | Cirenaica                 | |
| Hegesino de Pergamon            | fl. c. 160 a.C.                     | Cética acadêmica          | |
| Hegias                          | fl. c. 500                          | Neoplatônica              | |
| Heliodoro de Alexandria         | fl. século V                        | Neoplatônica              | |
| Heráclides Lembo                |                                     |                           | |
| Heráclides Pôntico              | 387—312 a.C.                        | Acadêmica                 | |
| Heráclio                        |                                     | Cinismo                   | |
| Heráclito                       |                                     | Pre-socrática, Efésica    | afirmou que "Não se pode pisar no mesmo rio duas vezes" e que "Tudo é fogo".                                                 |
| Hérilo de Cartago               |                                     | Estoica                   | |
| Hermágoras de Anfipólis         |                                     | Estoica                   | |
| Hérmarco                        |                                     | Epicurista                | |
| Hérmias                         | nascido em c. 410 — morto em c. 450 | Neoplatônica              | |
| Hermino                         |                                     | Peripatética              | |
| Hermipo de Esmirna              |                                     | Peripatética              | |
| Hermótimo de Clazômenas         |                                     |                           | |
| Hicetas                         |                                     | Pitagórica                | |
| Hiério                          | fl c. 500                           | Neoplatônica              | |
| Hiérocles de Alexandria         | fl. c. 430                          | Neoplatônica              | |
| Hiérocles (estoico)             |                                     | Estoica                   | |
| Hierônimo de Rodes              |                                     | Peripatética              | |
| Himério                         |                                     | Sofística                 | |
| Hipárquia de Maroneia           |                                     | Cinismo                   | |
| Hipaso                          |                                     | Pitagórica                | |
| Hipátia de Alexandria           | nascido entre 350-370 – 415         | Neoplatônica              | |
| Hípias                          |                                     | Sofística                 | |
| Hípon                           |                                     | Pré-socrática             | |
| Hórus                           |                                     | Cinismo                   | |
| Iâmblico                        | c. 245-c. 325                       | Neoplatônica              | |
| Íctias                          |                                     | Megárica                  | |
| Idomeneu de Lâmpsaco            |                                     | Epicurista                | |
| Íon de Quio                     |                                     | Pitagórica                | |
| Isidoro de Alexandria           | fl. c. 475                          | Neoplatônica              | |
| Jasão de Nisa                   |                                     | Estoica                   | |
| Lácides de Cirene               | antes de 241 — c. 205 a.C.          | Cética acadêmica          | |
| Leonteu de Lâmpsaco             |                                     | Epicurista                | |
| Leontina                        |                                     | Epicurista                | |
| Leucipo                         |                                     | Pre-socrática, Atomística | |
| Lico de Iaso                    |                                     | Pitagórica                | |
| Lico de Trôade                  |                                     | Peripatética              | |
| Licofrão                        |                                     | Sofística                 | |
| Lísis de Tarento                |                                     | Pitagórica                | |
| Marino de Neápolis              | nascido em c. 450                   | Neoplatônica              | |
| Máximo de Éfeso                 | morto em 372                        | Neoplatônica              | |
| Máximo de Tiro                  | fl. século II                       | Médio platonismo          | |
| Meleagro de Gadara              |                                     | Cinismo                   | |
| Melisso de Samos                |                                     | Pré-socrática, Eleática   | |
| Menêdemo                        |                                     | Erétria                   | |
| Menêdemo de Pirra               | fl. c. 350 a.C.                     | Acadêmica                 | |
| Menedemo, o Cínico              |                                     | Cinismo                   | |
| Menipo                          |                                     | Cinismo                   | |
| Metrocles                       |                                     | Cinismo                   | |
| Metrodoro de Atenas             |                                     |                           | |
| Metrodoro de Cós                |                                     | Pitagórica                | |
| Metrodoro de Estratoniceia      | fl. século II a.C.                  | Cética acadêmica          | |
| Metrodoro de Lâmpsaco (o jovem) |                                     | Epicurista                | |
| Metrodoro de Lâmpsaco (o velho) |                                     | Pre-socrática             | |
| Metrodoro de Quio               |                                     | Atomística                | |
| Mia                             |                                     | Pitagórica                | |
| Mnesarco de Atenas              |                                     | Estoica                   | |
| Moderato de Gades               |                                     | Neopitagórica             | |
| Mônimo                          |                                     | Cinismo                   | |
| Nausífanes                      |                                     | Atomística                | |
| Nicarete de Megara              |                                     | Megárica                  | |
| Nicolau de Damasco              |                                     |                           | |
| Nicômaco                        |                                     | Neopitagórica             | |
| Nicômaco (filho de Aristóteles) |                                     | Peripatética              | |
| Ninfidiano de Esmirna           | fl. c. 360                          | Neoplatônica              | |
| Numênio de Apameia              | fl. c. 275                          | Neopitagórica             | |
| Ocelo Lucano                    |                                     | Pitagórica                | |
| Olimpiodoro, o Jovem            | c. 495-570                          | Neoplatônica              | |
| Olimpiodoro, o Velho            |                                     | Peripatética              | |
| Onasandro                       | fl. século I                        | Médio platonismo          | |
| Onatas                          |                                     | Pitagórica                | |
| Orígenes, o Pagão               | fl. c. 250                          | Médio platonismo          | |
| Pâncrates de Atenas             |                                     | Cinismo                   | |
| Panécio                         |                                     | Estoica                   | |
| Pantoides                       |                                     | Megárica                  | |
| Parmênides de Eleia             |                                     | Pré-socrática, Eleática   | sustentou que a única coisa que existe é ser ele mesmo; professor de Zenão de Eleia                                          |
| Pásicles de Tebas               |                                     | Megárica                  | |
| Patrão, o Epicurista            |                                     | Epicurista                | |
| Peregrino Proteu                |                                     | Cinismo                   | |
| Perseu                          |                                     | Estoica                   | |
| Pirro                           |                                     | Pirronismo                | considerado o primeiro filósofo cético                                                                                       |
| Pitágoras                       |                                     | Pitagórica                | |
| Platão                          | 428/427 a.C. — 348/347 a.C.         | Acadêmica                 | aluno de Sócrates e professor de Aristóteles; famoso pela Teoria das Ideias                                                  |
| Plotino                         | c. 204 – 270                        | Neoplatônica              | |
| Plutarco                        | c. 46 – 120                         | Médio platonismo          | |
| Plutarco de Atenas              | c. 350 – 430                        | Neoplatônica              | |
| Polemarco                       |                                     |                           | |
| Polemo de Atenas                |                                     | Estoica                   | |
| Polemo de Atenas (escolar a)    | antes de 314 a.C. - 270/269 a.C.    | Acadêmica                 | |
| Polemo de Laodiceia             |                                     | Sofística                 | |
| Polieno de Lâmpsaco             |                                     | Epicurista                | |
| Polístrato                      |                                     | Epicurista                | |
| Polo                            |                                     |                           | |
| Porfírio                        | 234 – c. 305                        | Neoplatônica              | aluno de Plotino; escreveu o Isagoge, uma introdução às "Categorias" de Aristóteles                                          |
| Posidônio                       |                                     | Estoica                   | |
| Potamão de Alexandria           |                                     | Eclética                  | |
| Praxífanes                      |                                     | Peripatética              | |
| Príscio de Lídia                | fl. c. 550                          | Neoplatônica              | |
| Prisco do Epiro                 | c. 305-c. 395                       | Neoplatônica              | |
| Proclo                          | 412 – 485                           | Neoplatônica              | |
| Proclo de Laodiceia             |                                     |                           | |
| Proclo Malotes                  |                                     | Estoica                   | |
| Pródico                         |                                     | Sofística                 | |
| Protágoras                      |                                     | Sofística                 | |
| Ptolomeu Algaribe               |                                     | Peripatética              | |
| Querefonte                      |                                     | Socrática                 | |
| Salústio                        |                                     | Neoplatônica              | |
| Salústio de Emesa               |                                     | Cinismo                   | |
| Sátiro                          |                                     | Peripatética              | |
| Segundo, o Silencioso           |                                     | Cinismo                   | |
| Sexto de Queroneia              |                                     |                           | |
| Sexto Empírico                  |                                     | Pirronismo                | |
| Simão, o Sapateiro              |                                     | Socrática                 | |
| Símias de Tebas                 |                                     | Pitagórica                | |
| Simplício de Cilícia            | c. 490 - c. 560                     | Neoplatônica              | |
| Sirão                           |                                     | Epicurista                | |
| Siriano                         | morto em c. 437                     | Neoplatônica              | |
| Sócrates                        |                                     | Socrática                 | considerado o primeiro filósofo moral e um dos fundadores da filosofia ocidental                                             |
| Sópatro de Apameia              | morto antes de 337                  | Neoplatônica              | |
| Sosígenes                       |                                     | Peripatética              | |
| Sosípatra                       | fl. c. 325                          | Neoplatônica              | |
| Sótion                          |                                     | Neopitagórica             | |
| Tales                           |                                     | Pré-socratica, Milésia    | o primeiro filósofo; sustentou que o primeiro princípio (arche) é a água; um dos Sete Sábios da Grécia                       |
| Teagenes de Patras              |                                     | Cinismo                   | |
| Teano                           |                                     | Pitagórica                | |
| Teão de Esmirna                 |                                     | Neopitagórica             | |
| Telauge                         |                                     | Pitagórica                | |
| Télecles de Fócida              | morto em 167/166 a.C.               | Cética acadêmica          | |
| Teles, o Cínico                 |                                     | Cinismo                   | |
| Temista de Lâmpsaco             |                                     | Epicurista                | |
| Temístio                        |                                     | Neoplatônica              | |
| Teodoro de Asine                | fl. século III                      | Neoplatônica              | |
| Teodoro, o Ateísta              |                                     | Cirenaica                 | |
| Teofrasto                       |                                     | Peripatética              | |
| Tímon                           |                                     | Pirronismo                | |
| Timeu de Lócrida                |                                     | Pitagórica                | |
| Timeu, o Sofista                | fl. entre os séculos I e IV         | Médio platonismo          | |
| Timica                          |                                     | Pitagórica                | |
| Tísias                          |                                     | Sofística                 | |
| Trasímaco                       |                                     | Sofística                 | |
| Trasímaco de Corinto            |                                     | Megárica                  | |
| Xenarco de Selêucia             |                                     | Peripatética              | |
| Xeníades                        |                                     | Pirronismo                | |
| Xenócrates                      | c. 396—314 a.C.                     | Acadêmica                 | |
| Xenófanes de Cólofon            |                                     | Pré-socrática, Eleática   | afirmou que, se os bois fossem capazes de imaginar deuses, esses deuses seriam na imagem de bois                             |
| Xenófilo                        |                                     | Pitagórica                | amigo e professor de Aristóxenes                                                                                             |
| Xenofonte                       |                                     |                           | |
| Zenão de Cítio                  | 334—262 a.C.                        | Estoica                   | fundador da escola estoica de filosofia                                                                                      |
| Zenão de Eleia                  |                                     | Pré-socrática, Eleática   | criador dos paradoxos de Zenão                                                                                               |
| Zenão de Sídon                  | 150—75 a.C.                         | Epicurista                | às vezes denominado o "principal epicurista"                                                                                 |
| Zenão de Tarso                  | fl. 200 a.C.                        | Estoica                   | |
| Zenóbio                         | século II d.C                       | Sofística                 | Viveu na época do imperador Adriano                                                                                          |
| Zenódoto                        | fl. c. 475                          | Neoplatônica              | descrito como "o querido de Proclo"                                                                                          |